# Písek (okres Písek)
Písek (Duits: Pisek) is een Tsjechische stad in het noorden van de regio Zuid-Bohemen, en maakt deel uit van het district Písek. De stad situeert zich 100 km ten zuiden van Praag, en ligt aan de rivier de Otava. Het is een centrum van cultuur, onderwijs, administratie, transport en toerisme in de regio, met zijn 30.000 inwoners de op twee na grootste stad van Zuid-Bohemen (na České Budějovice en Tábor). De stad heeft dankzij zijn unieke sfeer verschillende titels gekregen (onder andere de Poort naar Zuid-Bohemen en het Zuid-Boheemse Athene) en heeft vele beroemde Tsjechische artiesten geïnspireerd. Het historische stadscentrum is uitgeroepen tot beschermde monumentenzone. De Stenen brug van Písek behoort tot de waardevolste bouwwerken van het hele Tsjechië.

## Geschiedenis
Op de plaats van het oorspronkelijke dorp met een goudwasserij bij de rivier stichtte koning Přemysl Otakar II halverwege de 13e eeuw de stad met een burcht, een kerk en een stenen brug. Vanaf de 14e eeuw werd Písek het administratief centrum van het uitgebreide grondgebied van Prácheň. De stad werd belaagd in het begin van de Dertigjarige Oorlog. Tijdens de oorlog om de Oostenrijkse erfenis bij het begin van het bewind van Maria Theresia werd de stad bezet door Fransen en Beieren. Nieuwe economische en culturele voorspoed van de stad begon in de 19e eeuw. In de 20e eeuw werd Písek een populaire zomerse rustplaats en een gekend centrum voor cultuur en onderwijs.

## Bezienswaardigheden

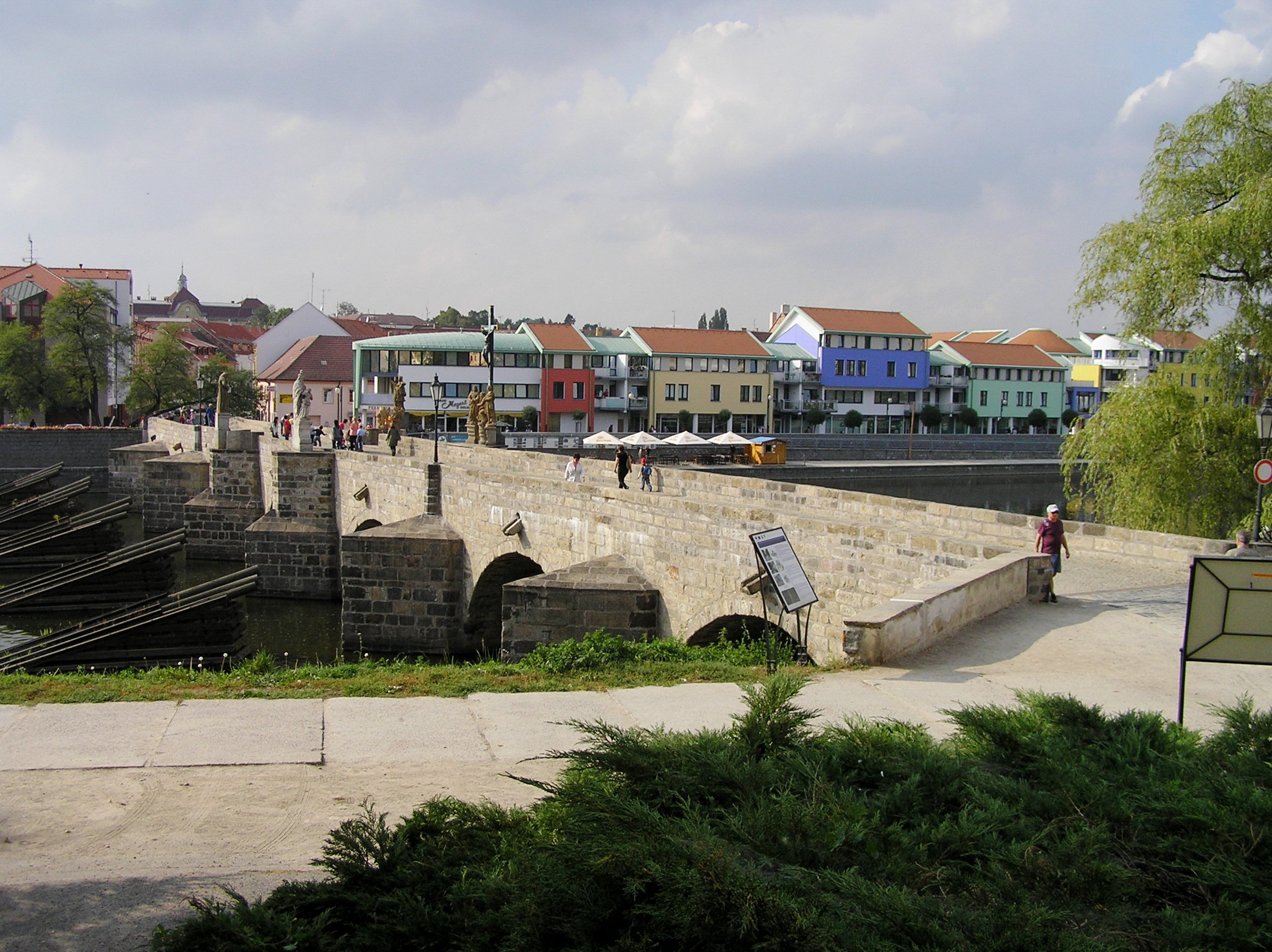
Stenen brug
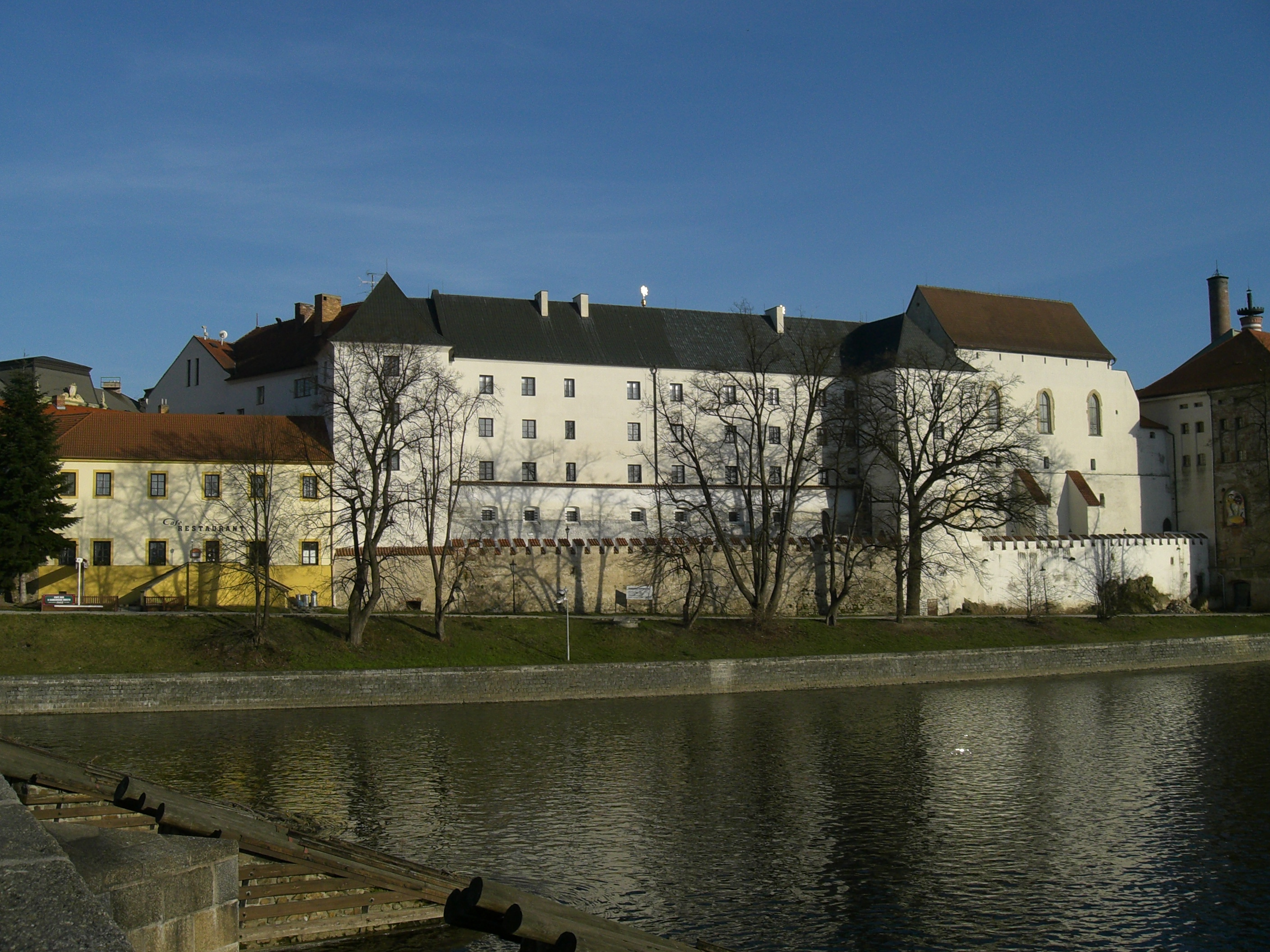
Burcht
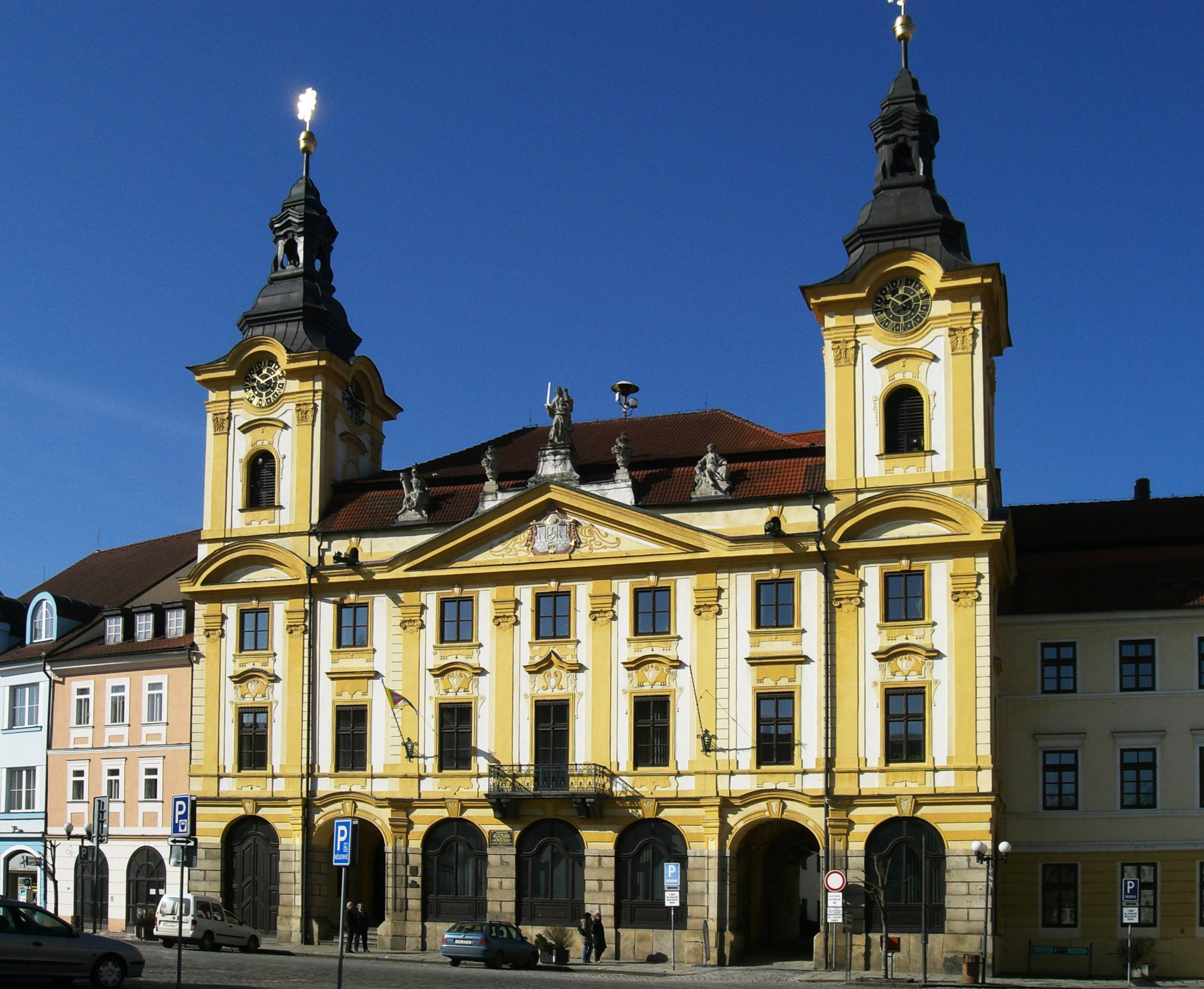
Stadhuis

- Stenen brug uit het laatste derde van de 13e eeuw, de oudste van Tsjechië en na Regensburg de tweede oudste van Europa ten noorden van de Alpen
- Burcht uit de 13e eeuw, nu in gebruik als zetel van het regionaal museum.
- Voormalige mouterij, verbouwd in 2009 tot centrum voor beeldende kunst, gespecialiseerd in illustraties voor kinderen.
- Barok stadhuis
- Gotische kerk van de Geboorte van de Maagd Maria met een 74m hoge toren.
- Kerk van de Heilige Kruisweg
- Kerk van de Heilige Václav met waardevolle muurschilderijen
- Park met voormalige kerk van de Heilige Drievuldigheid (heden een concertruimte) met een beiaard in renaissance stijl.
- Stadsmuren met bastion en gracht, ingericht als park
- Museum gewijd aan de dichter Adolf Heyduk (1835-1926) – neorenaissancistisch stadshuis
- Barokke kolom ter herdenking van de pestepidemie met beeldenrij van heiligen
- Hotel Otava – neorenaissancistisch gebouw
- Synagoge met joodse begraafplaats
- Nationale paardenkwekerij – in 2010 erkend als cultureel erfgoed
- Stadspark van Palacký
- Stadseiland
- Waterkrachtcentrale: de Waterkrachtcentrale van Písek die in de jaren tachtig van de 19e eeuw werd gebouwd en nog steeds in gebruik is.

## Culturele activiteiten
- Písek staat bekend voor diverse culturele activiteiten zoals het stadsfeest (historisch met muziek en theater) – eerste helft van juni
- Internationaal folkloristisch festival – derde week van augustus
- Internationale biënnale van cartoons – tweejaarlijks in september

## Omgeving
- Písecké hory (heuvellandschap van Písek) – beschermd natuurpark nabij de stad met 60km aangeduide wandel- en fietswegen
- Zvíkov – „de koning van de Boheemse burchten“ over de stuwdam Orlík
- Putim – typisch Zuid-Boheems dorp, gekend uit het boek van Jaroslav Hašek – De lotgevallen van de brave soldaat Švejk

## Beroemde personen
- Otakar Ševčík (1852-1934), vioolpedagoog
- Mikoláš Aleš (1852-1913), kunstschilder
- Fráňa Šrámek (1877-1952), dichter
- Kamila Stösslová (1891–1935), minnares en muze van de componist Leoš Janáček
- George Mraz (1944-2021), jazzmuzikant
- Kateřina Neumannová (1973-), skiloopster
- Tomáš Verner (1986-), kunstschaatser
- August Sedláček (1843-1926), historicus en genealoog
- Janek Rubeš (1987), een Tsjechisch verslaggever, documentairemaker en vlogger

## Partnersteden
- Caerphilly, Verenigd Koninkrijk
- Smiltene, Letland
- Lemvig, Denemarken
- Velký Krtíš, Slowakije
- Wetzlar, Duitsland
- Deggendorf, Duitsland

Albrechtice nad Vltavou ·
Bernartice ·
Borovany ·
Boudy ·
Božetice ·
Branice ·
Cerhonice ·
Čimelice ·
Čížová ·
Dobev ·
Dolní Novosedly ·
Drhovle ·
Heřmaň ·
Horosedly ·
Hrazany ·
Hrejkovice ·
Chyšky ·
Jetětice ·
Jickovice ·
Kestřany ·
Kluky ·
Kostelec nad Vltavou ·
Kovářov ·
Kožlí ·
Králova Lhota ·
Křenovice ·
Křižanov ·
Kučeř ·
Květov ·
Lety ·
Milevsko ·
Minice ·
Mirotice ·
Mirovice ·
Mišovice ·
Myslín ·
Nerestce ·
Nevězice ·
Okrouhlá ·
Olešná ·
Orlík nad Vltavou ·
Osek ·
Oslov ·
Ostrovec ·
Paseky ·
Písek ·
Podolí I ·
Probulov ·
Protivín ·
Přeborov ·
Předotice ·
Přeštěnice ·
Putim ·
Rakovice ·
Ražice ·
Sepekov ·
Skály ·
Slabčice ·
Smetanova Lhota ·
Stehlovice ·
Tálín ·
Temešvár ·
Varvažov ·
Veselíčko ·
Vlastec ·
Vlksice ·
Vojníkov ·
Vráž ·
Vrcovice ·
Záhoří ·
Zbelítov ·
Zběšičky ·
Zhoř ·
Zvíkovské Podhradí ·
Žďár